# 訂正増訳采覧異言

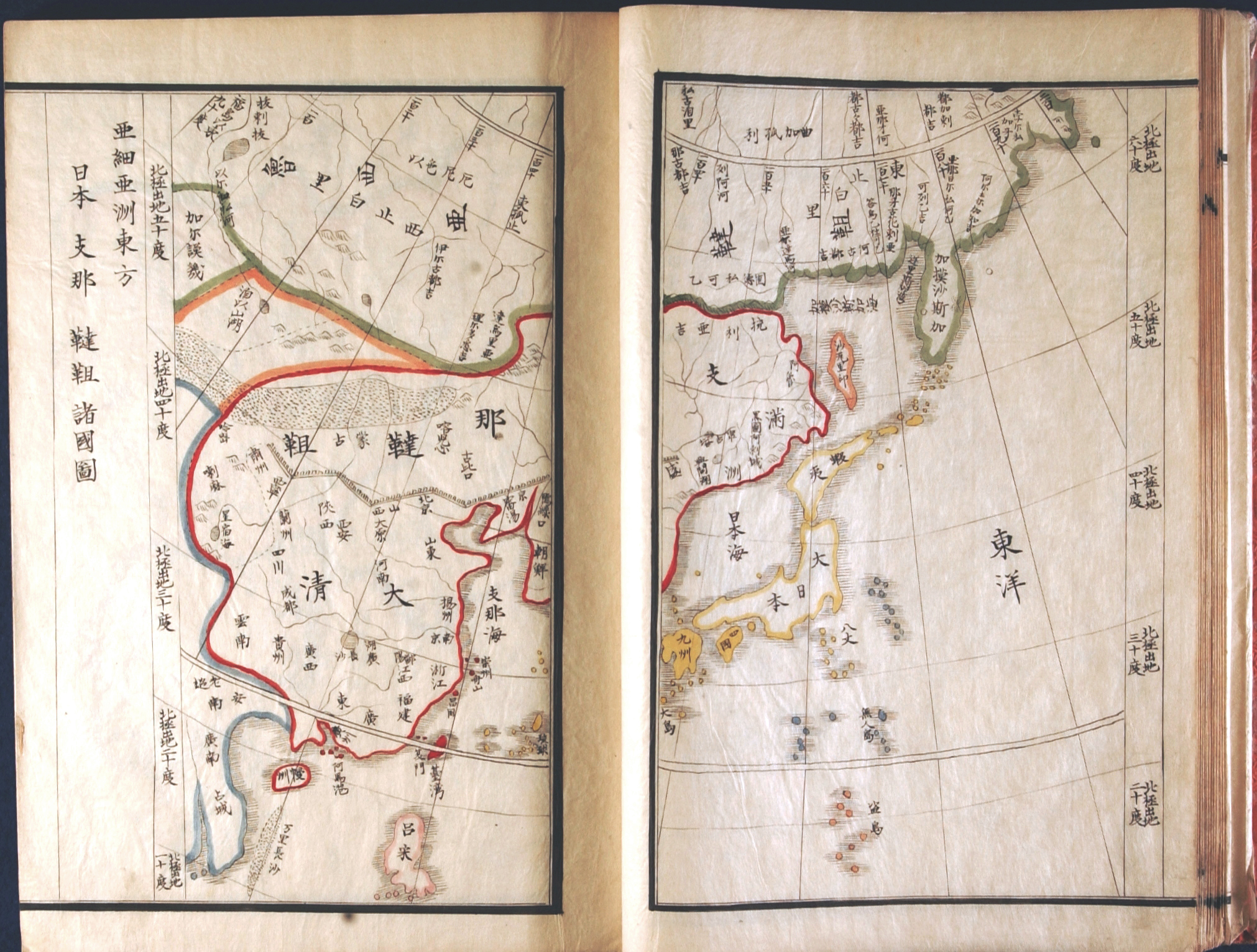
『訂正増訳采覧異言』に掲載された東アジアの地図。

訂正増訳采覧異言（ていせいぞうやくさいらんいげん）は、土浦藩士山村才助（明和7年（1770年）- 文化4年（1807年））による総合世界地理書。享和2年（1802年）完成。新井白石による世界地理書『采覧異言』を増補・訂正したものである。

## 概要
山村才助は、大槻玄沢の芝蘭堂で蘭学を学んだが、蘭学者としては唯一、世界地理や西洋史を研究した人物である。
新井白石著の『采覧異言』（全5巻）は、刊行されなかったものの、当時写本のかたちで流布しており、才助はこれに西洋・東洋の地理書を収集・翻訳するとともに、当時の日本における地理情報も参照して肉付けし、誤りは訂正して『訂正増訳采覧異言』として完成させた。これは、18世紀の日本の世界地理書の総決算ともいうべき総合地理書であり、本文12巻、図1巻の大著となった。文化元年（1804年）には師の大槻玄沢および江戸幕府に献上された。この業績は、国学者平田篤胤、水戸藩の豊田天功、渡辺崋山、吉田松陰など各方面において、その世界認識に大きな影響をおよぼした。

## 刊本
- 山村才助『訂正増訳采覧異言』上・下 青史社、1979年12月。 - 内閣文庫本の影印。